# Pabellón cubierto Eleftheria
El Pabellón Cubierto Eleftheria o el Pabellón Cubierto Tassos Papadopoulos Eleftheria (en griego: Αθλητικό Κέντρο "Ελευθερία", literalmente Centro Atlético Eleftheria) es un pabellón deportivo junto al estadio Makario y el pabellón cubierto Lefkotheo en Engomi, Nicosia, Chipre. Es el lugar sede del equipo de baloncesto nacional de Chipre, de Omonia AC y ETHA Engomis. Actualmente la arena tiene una capacidad de alrededor de 6800 asientos y es gimnasio cubierto más grande en la isla. Fue construido en 1993. El estadio lleva el nombre de Tassos Papadopoulos, el quinto presidente de la República de Chipre desde el 28 de febrero de 2003 al 28 de febrero de 2008. 
La sala se utiliza principalmente para los eventos de baloncesto, aunque se puede utilizar para el bádminton, gimnasia, karate, taekwondo, balonmano, squash, voleibol, judo, tenis de mesa, etc.